# Jermaine O’Neal
Jermaine Lee O’Neal (ur. 13 października 1978 w Columbii) – amerykański koszykarz, występujący na pozycji środkowego lub silnego skrzydłowego. 
Karierę koszykarską rozpoczynał podczas nauki w miejscowej szkole Eau Claire. W 1996 wystąpił w meczu wschodzących gwiazd - Nike Hoop Summit oraz McDonald’s All-American. Po jej ukończeniu nie zdecydował się pójść na studia i zgłosił się do draftu NBA. Został w nim wybrany z 17 numerem przez Portland Trail Blazers. Tam spędził 4 lata, stając się wówczas najmłodszym graczem który zagrał w lidze. W sierpniu 2000 roku oddano go Indiana Pacers. Dwa lata później otrzymał nagrodę dla zawodnika, który poczynił największe postępy w jednym sezonie. W tym samym roku po raz pierwszy zagrał w All-Star Game, a latem także otrzymał powołanie do reprezentacji USA na MŚ 2002. Stany Zjednoczone na tym turnieju poniosły pierwsze, historyczne, porażki po otwarciu imprez mistrzowskich dla graczy z NBA. Znajdował się również w szerokiej kadrze na IO 2004, jednak z udziału w nich wyeliminowała go kontuzja. 9 lipca 2008 został wymieniony do Toronto Raptors. Pół roku później trafił do Miami Heat. 10 lipca 2010 podpisał dwuletni kontrakt z Boston Celtics. 20 kwietnia 2012 porozumiał się z klubem w sprawie rozwiązania kontraktu i został wolnym agentem. Latem tego samego roku podpisał kontrakt z Phoenix Suns.
W lipcu 2013 podpisał kontrakt jako wolny agent z Golden State Warriors.

## Osiągnięcia
Na podstawie, o ile nie zaznaczono inaczej.

### NBA
- Zaliczony do:
  - II składu NBA (2004)[10]
  - III składu NBA (2002, 2003)[10]
- Zdobywca nagrody:
  - NBA Most Improved Player Award - dla zawodnika, który poczynił największy postęp (2002)[11]
  - NBA Magic Johnson Award (2004)
- 6-krotnie powoływany do udziału w meczu gwiazd NBA (2002-2006[a], 2007)
- Zawodnik:
  - miesiąca (styczeń 2003, kwiecień 2003, grudzień 2003)
  - tygodnia (23.12.2001, 12.01.2003)
- Lider play-off w średniej zbiórek (2003)[12]

### Reprezentacja
- Mistrz:
  - Ameryki (2003)[13]
  - Igrzysk Dobrej Woli (2001)
- Uczestnik mistrzostw świata (2002)[14]